# Arthur Molin
Johan Arthur Edvard Molin, född 30 juni 1866 i Stockholm, död 3 april 1954 i Djursholms stad, Danderyds församling, var en svensk ämbetsman.
Arthur Molin var son till Johan Peter Molin. Efter mogenhetsexamen i Stockholm 1885 studerade han först vid Tekniska högskolan och därefter vid Uppsala universitet, där han 1894 avlade hovrättsexamen. 1899–1912 var han byråingenjör i Patent- och registreringsverket. Vid upprättandes av Socialstyrelsen 1912 blev han sekreterare på dess arbetarskyddsbyrå, och 1918–1933 var han byråchef för lag- och administrativa ärenden i samma verk. 1923–1934 var han vice ordförande i Arbetsrådet. Molin var länge ansedd som en av de främsta experterna på socialpolitikens rättsliga utformning. Som sådan anlitades han i ett flertal utredningar. Bland annat var han sekreterare i 1905 års yrkesfarekommitté, ledamot och sekreterare i 1918 års arbetstidskommitté, ledamot av trustlagstiftningskommittén 1920 samt sakkunnig för utredningarna angående moderskapsunderstöd 1926 och angående arbetsfreden 1927. Därutöver biträdde han 1934–1937 rikskommissionen för ekonomisk försvarsberedskap. Även som propositionsförfattare och sakkunnig eller sekreterare i riksdagsutskott var Molin delaktig i utformningen av ett stort antal lagtexter. Som regeringens ombud deltog han 1921–1937 i Internationella arbetsorganisationens konferenser, och 1927 fungerade han som adjungerad ledamot och 1928–1930 ordinarie ledamot i Internationella arbetsbyråns styrelse. Molin utgav Författningar rörande arbetarskydd (tillsammans med Moritz Marcus, 1912) samt Svensk arbetslagstiftning (1932, 4:e upplagan 1941 med supplement 1946).